# Farrenbracker Bachtal
Das Naturschutzgebiet Farrenbracker Bachtal liegt auf dem Gebiet der kreisfreien Stadt Remscheid in Nordrhein-Westfalen. Das Farrenbracker Bachtal ist ein im Nordosten des Kerngebietes von Remscheid liegendes Bachtal, nahe dem Stadtteil Wuppertal-Ronsdorf. Der von Nord nach Süd verlaufende Farrenbracker Bach entspringt südlich der Ortschaft Grüne, wo auch das Schutzgebiet beginnt. Ab dem südlichen Ende der Ortschaft Farrenbracken – wo der Naturschutz endet – fließt der Farrenbracker Bach unterirdisch bis zum Leyerbach, in den er mündet.

## Bedeutung
Das Naturschutzgebiet Farrenbracker Bachtal ist seit dem 16. Juli 2001 per Verordnung der Bezirksregierung rechtskräftig. Es weist eine Größe von 7,25 ha auf und trägt die Bezeichnung RS-011. Die Schutzausweisung erfolgt zur Erhaltung des landschaftstypischen, naturnahen Siepentales mit schmalem, tiefeingeschnittenem Bach und mehreren kurzen Seitensiepen und weitgehend naturnahem Gewässerumfeld bzw. Hangbereichen. Das durch besondere Eigenart und Schönheit geprägte Tal ist ein Relikt der Bergischen Kulturlandschaft.
Insbesondere die folgenden Strukturen und Lebensräume sind zu erhalten und zu schützen: Kerbtal mit Seitensiepen beziehungsweise Siepentälern, naturnahes Gewässerbett, bachbegleitende Quellfluren, Feuchtbrachen und Feuchtwiesen, natürliche Bachmäander mit ausgeprägten Steil- und Flachuferbereichen, kleinflächige Auensukzessionsstadien, naturnahe Auengebüsche und Laubwaldbestände, Extensivgrünlandbereiche, Magerwiesen/ -brachen.

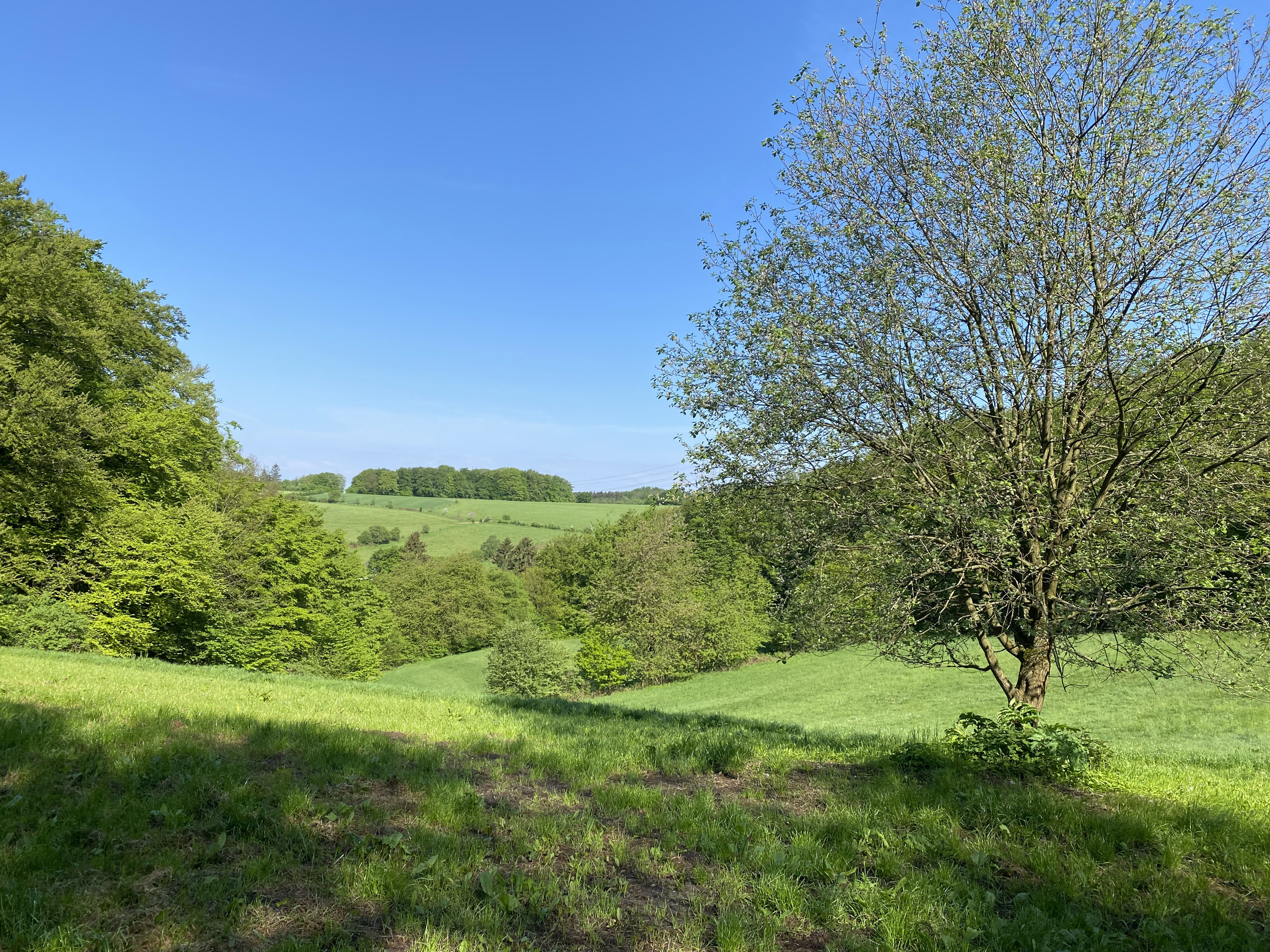
Farrenbracker Bachtal
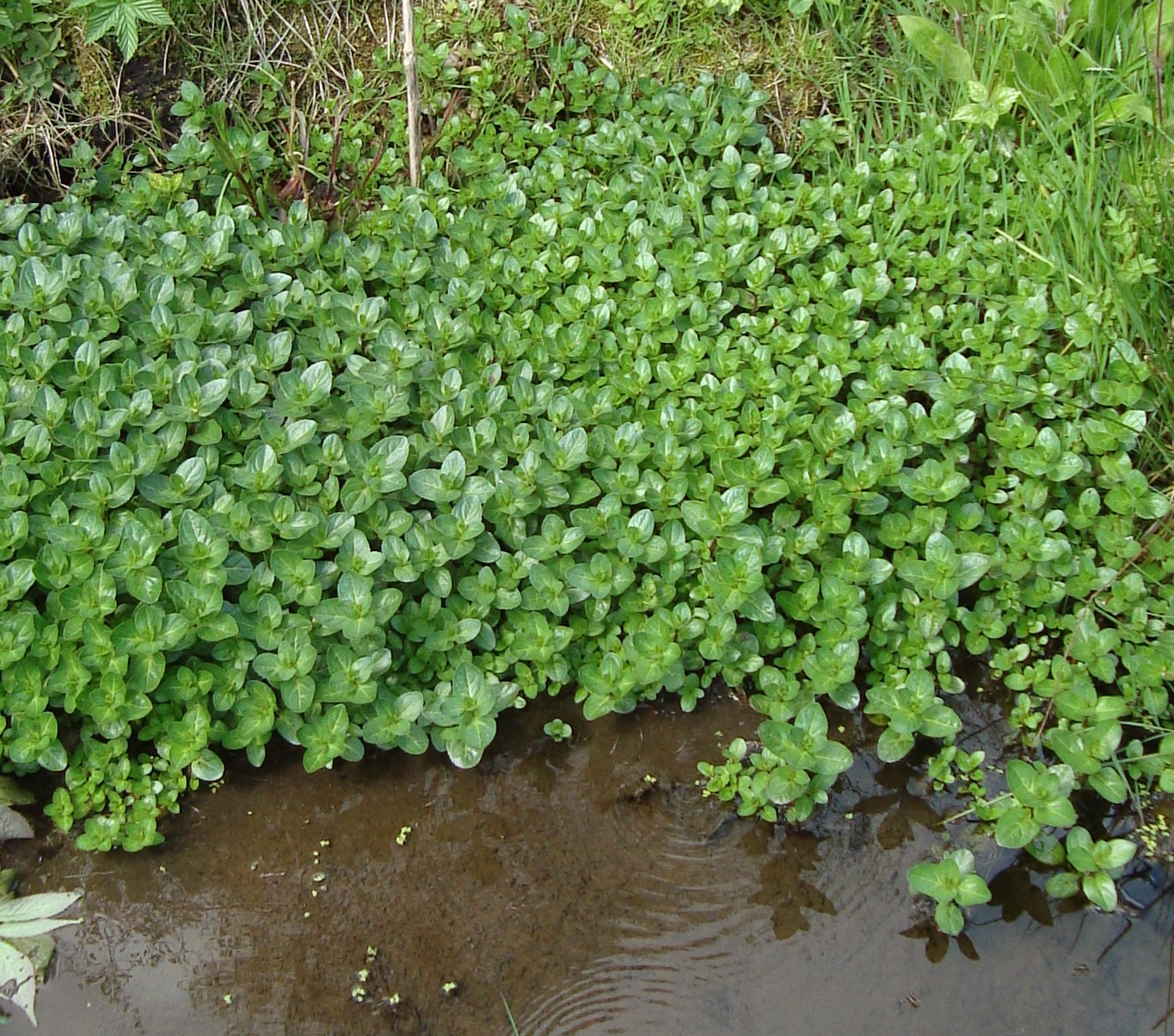
Bachbunge (Veronica Beccabunga)
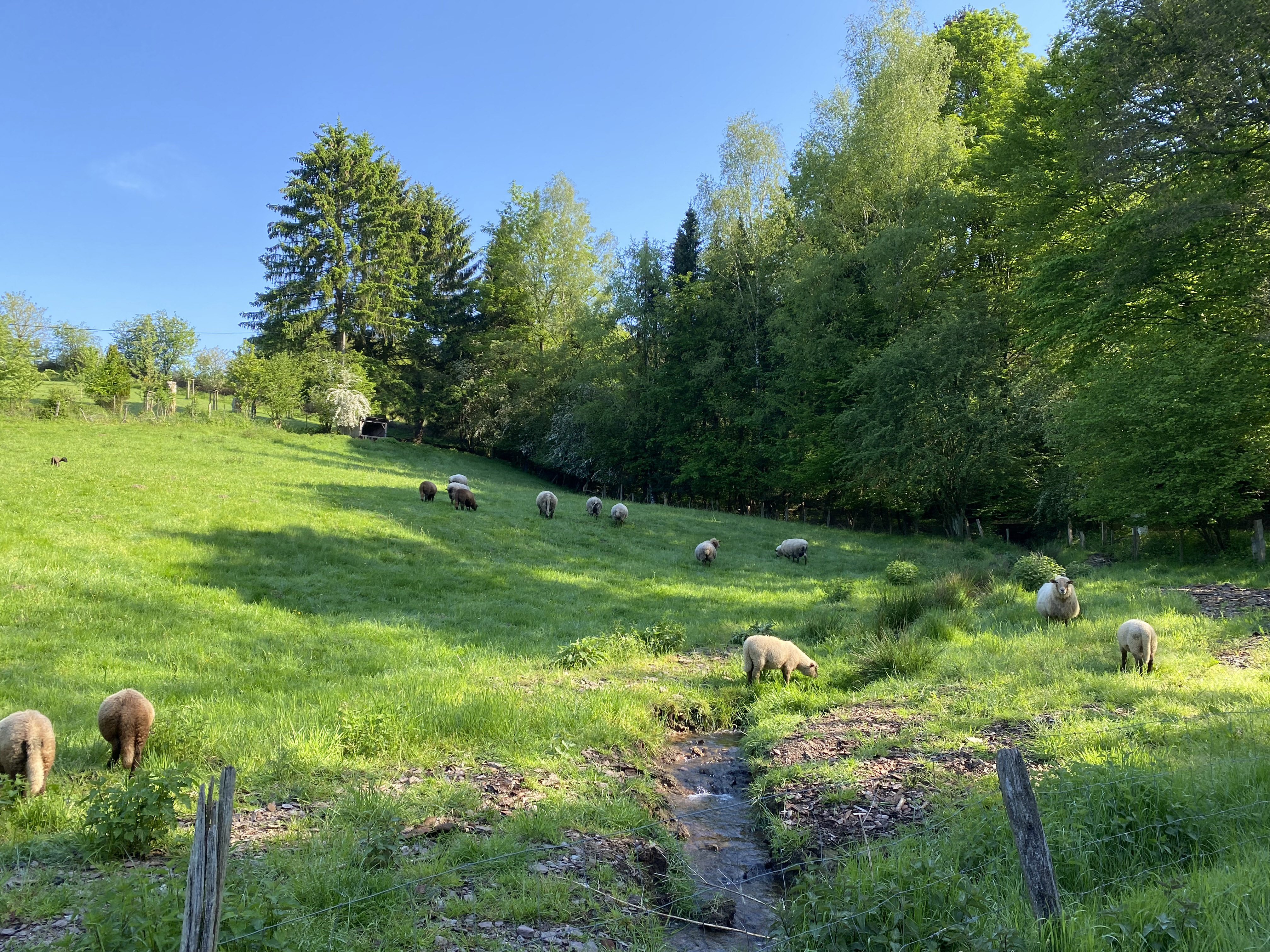
Schafsweide am Farrenbracker Bach
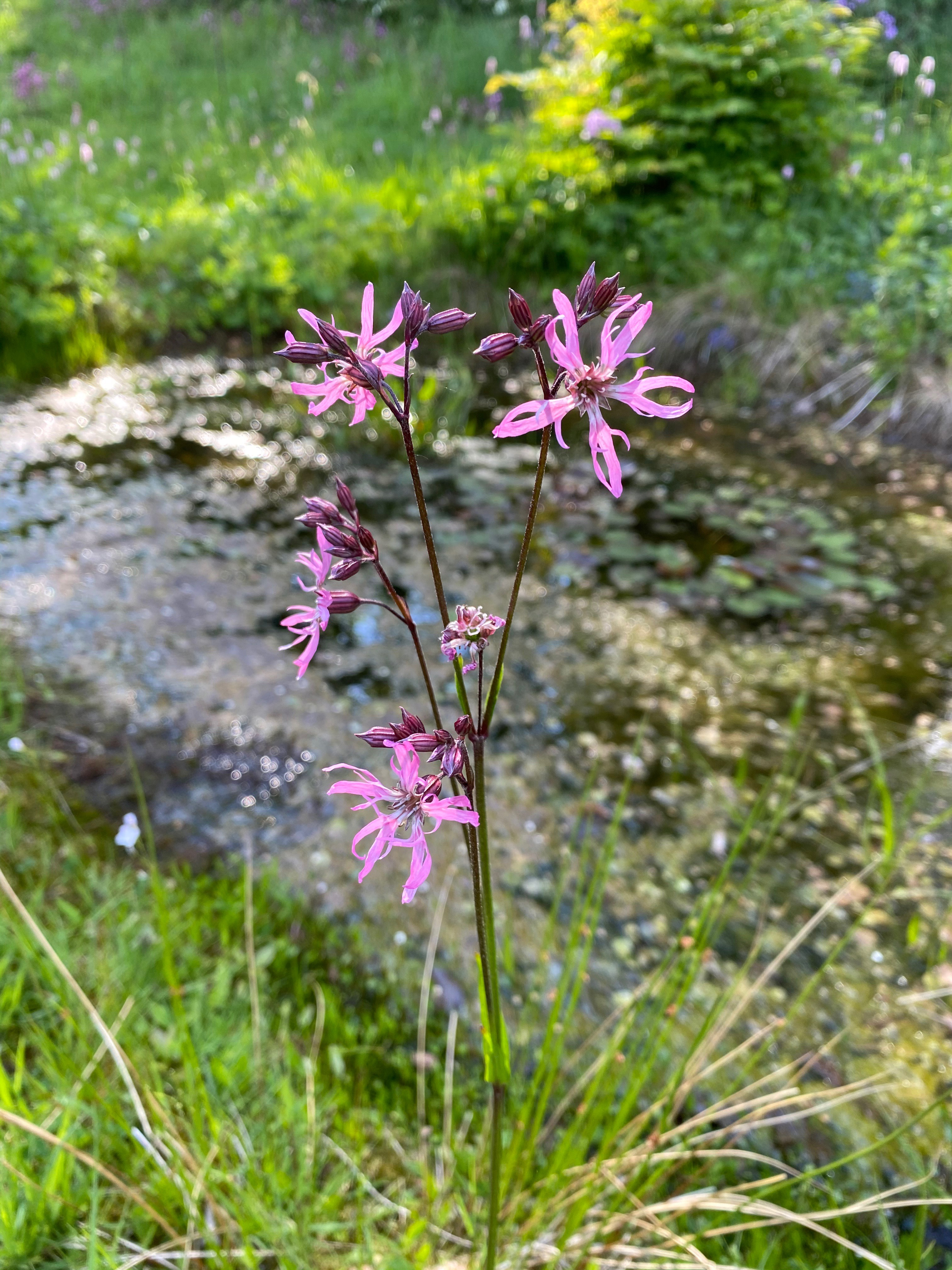
Kuckucks-Lichtnelke (Lychnis flos-cuculi)
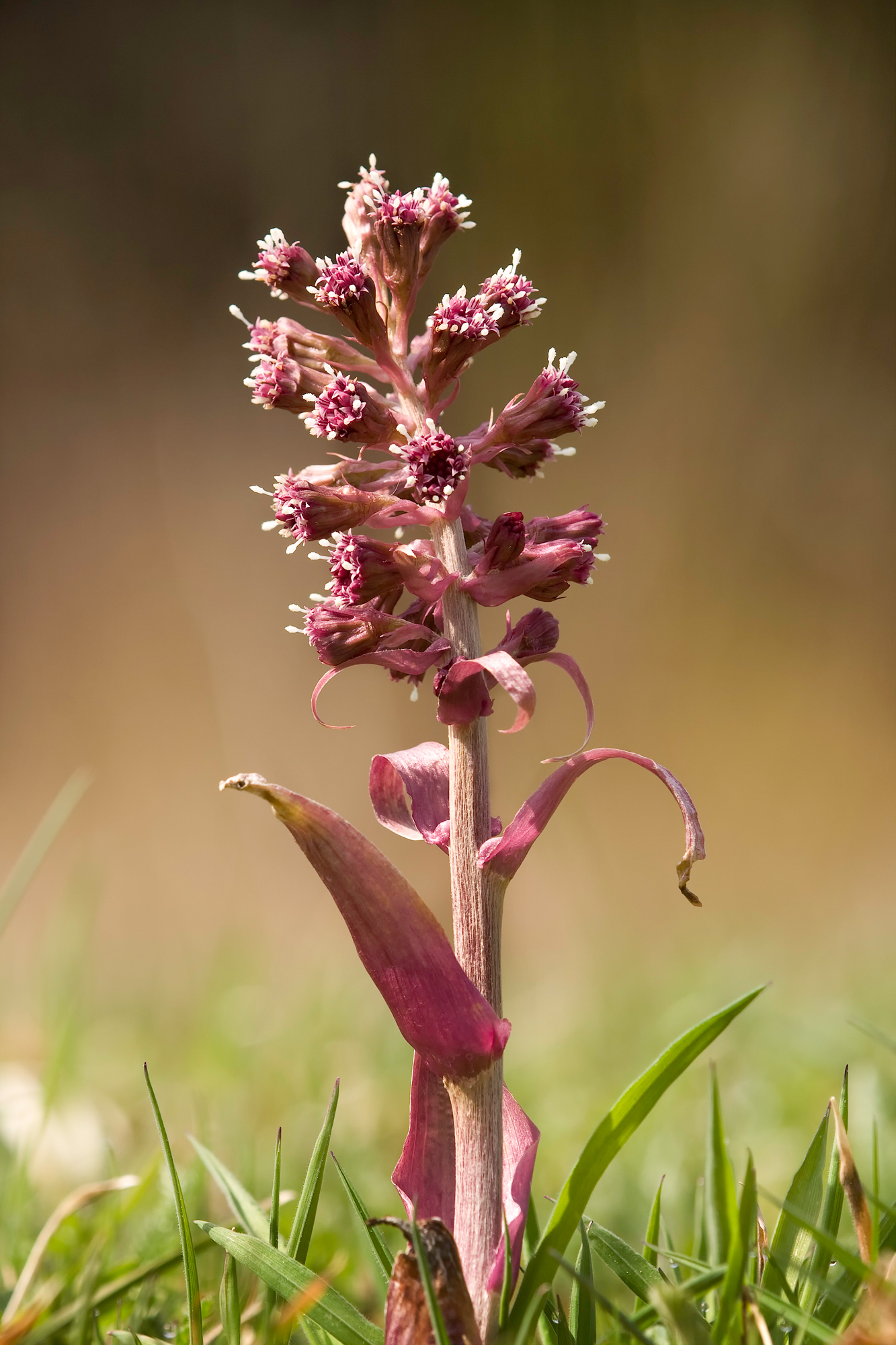
Gewöhnliche Pestwurz (Petasites hybridus)
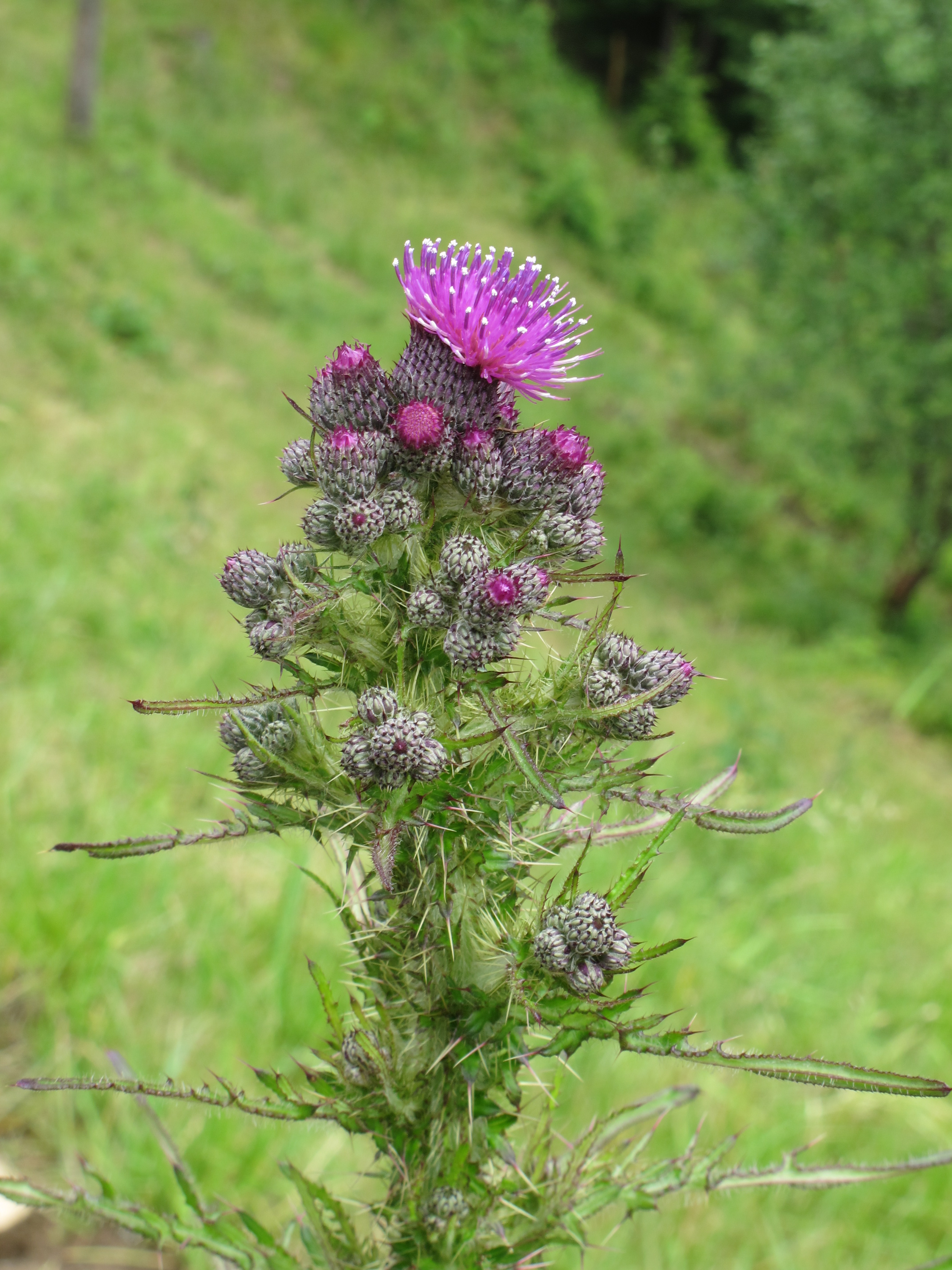
Sumpf-Kratzdistel (Cirsium palustre)
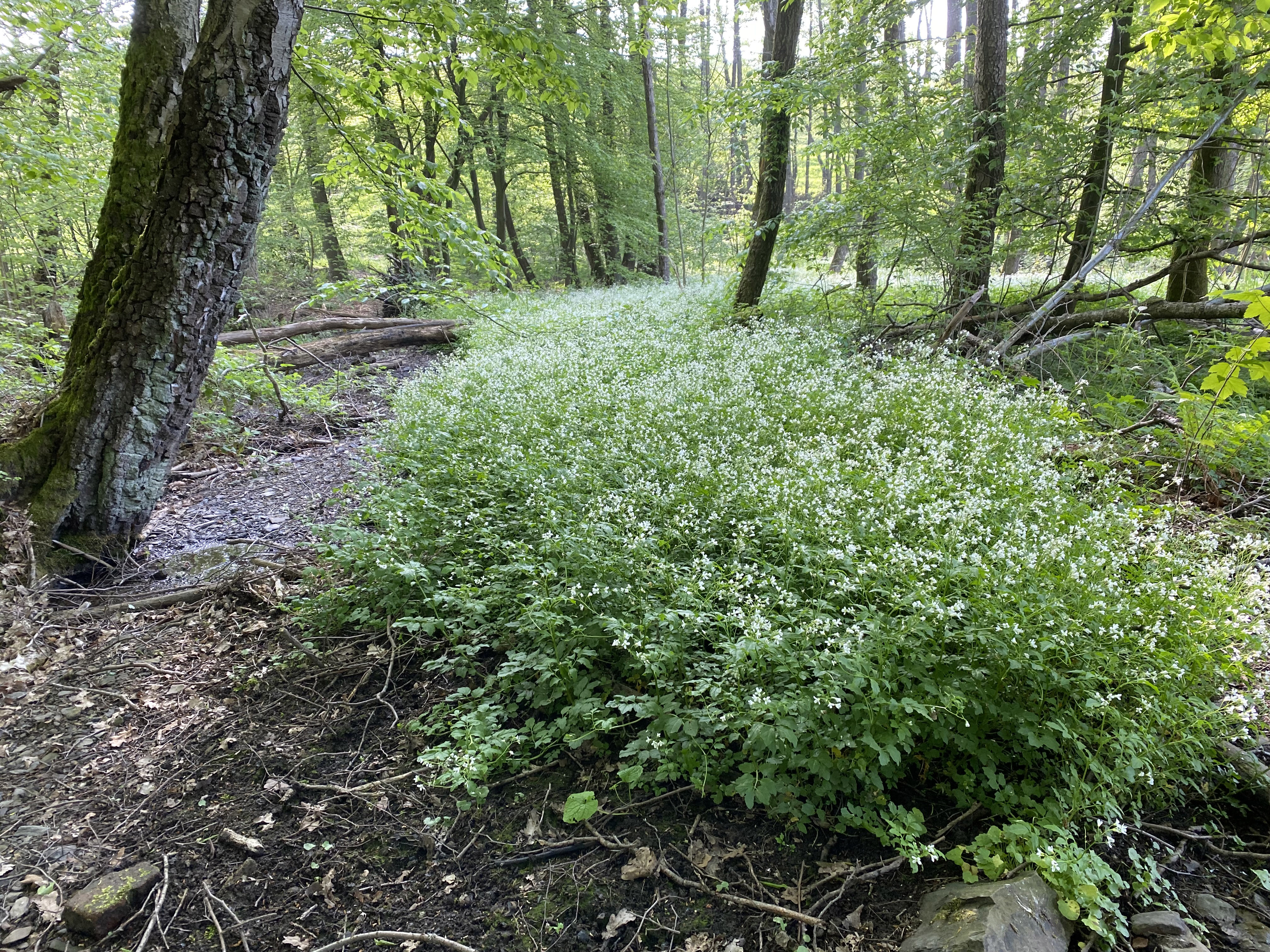
Bitteres Schaumkraut (Cardamine amara)
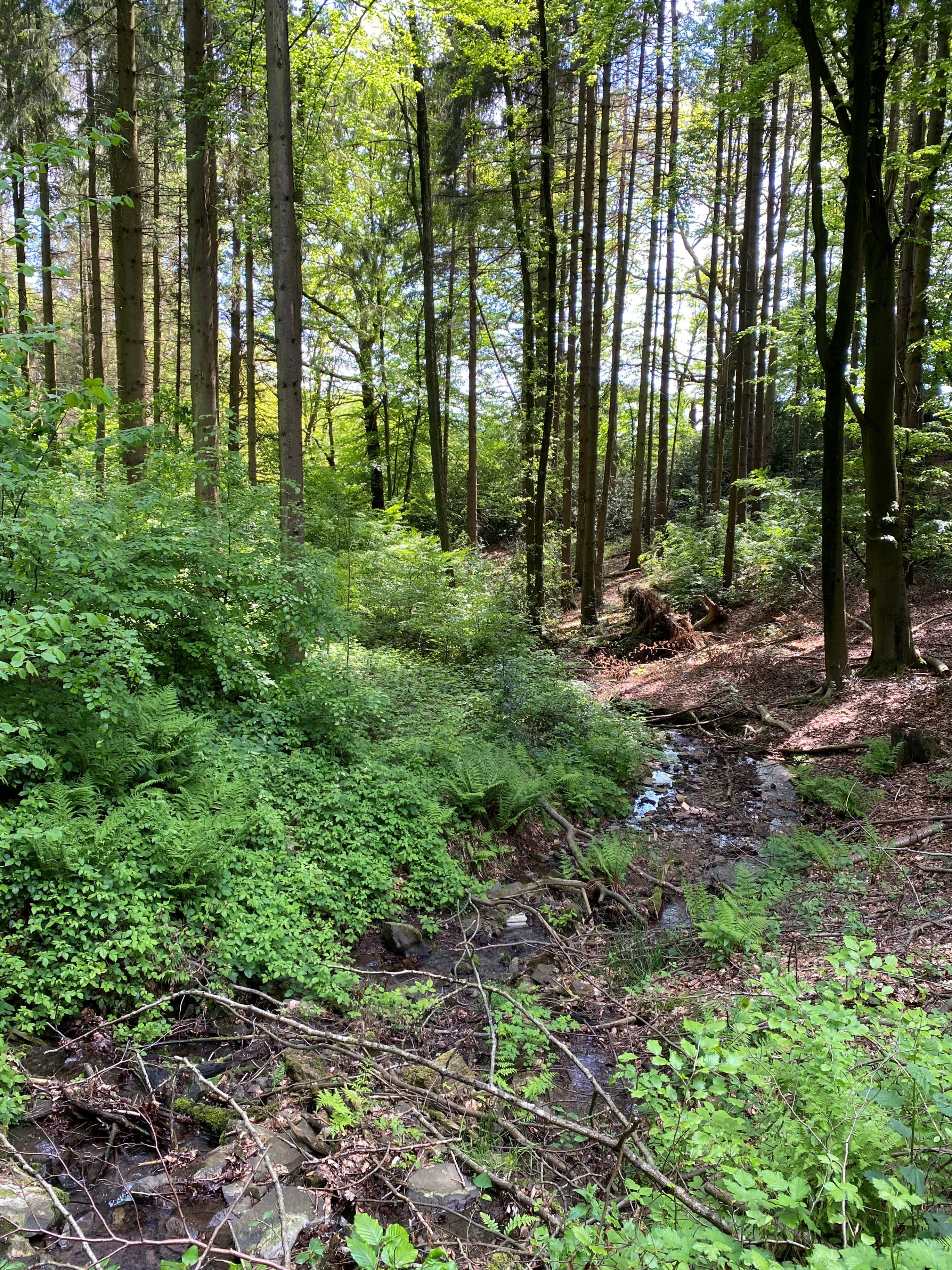
Farrenbracker Bach – Auwald